# Station North Walsham
North Walsham is een spoorwegstation van National Rail in North Walsham, North Norfolk in Engeland. Het station is eigendom van Network Rail en wordt beheerd door Greater Anglia. 